# Pyrrosia stolzii
Pyrrosia stolzii är en stensöteväxtart som först beskrevs av Georg Hans Emmo Wolfgang Hieronymus, och fick sitt nu gällande namn av Schelpe. Pyrrosia stolzii ingår i släktet Pyrrosia och familjen Polypodiaceae. Inga underarter finns listade.